# Rozea andrieuxii
Rozea andrieuxii är en bladmossart som beskrevs av Bescherelle 1872. Rozea andrieuxii ingår i släktet Rozea och familjen Entodontaceae. Inga underarter finns listade i Catalogue of Life.